# دینو مولداوی
دینو مولداوی (انگلیسی: Dinu Moldovan؛ زادهٔ ۳ مهٔ ۱۹۹۰) بازیکن فوتبال اهل رومانی است که در پست دروازه‌بان برای سپسی در لیگ دسته اول فوتبال رومانی بازی می‌کند.
وی همچنین در تیم ملی فوتبال زیر ۲۱ سال رومانی بازی کرده‌است.